# Дакотски скелар
Дакотски скелар (лат. Hesperia dacotae, енгл. Dakota skipper) је инсект из реда лептира (лат. Lepidoptera) и породице скелара (лат. Hesperiidae). То је мали до средње велики северноамерички лептир. Има распон крила од приближно једног инча, а антене формирају куку. Предња крила мужјака су смеђо-наранџаста до смеђа са истакнутим знаком и прашњаво жута на доњем делу крила. Женска крила су тамније смеђе наранџасте боје са белим мрљама на ивици предњих крила.

## Репродукција
Одрасли лептири активни су само три недеље у јуну и јулу, што је њихов укупан животни век. Њихова јаја, која полажу на доњу страну лишћа, излежу се у јулу, а ларве гусенице се хране аутохтоном травом док се не успавају крајем лета. Ларве гусенице тада зимују у склоништима веома близу земље. У пролеће излазе из мировања у свом одраслом облику. 

## Распрострањење
Врста је присутна у Канади и Сједињеним Америчким Државама. Налазе се у здравој природној високој трави и трави прерије од Минесоте до Саскачевана. Сматрају се истребљеним из Илиноиса и Ајове. Највећа и најстабилнија популација сада се налази у Северној Дакоти.

## Угроженост
Ова врста се сматра рањивом у погледу угрожености врсте од изумирања.
Дакотски скелар је искусио опадање популације због уништавања и модификације аутохтоне прерије за испашу, употребе хербицида и изградње. Служба за рибе и дивље животиње САД-а ставила је Дакотског скелара на листу кандидата за заштиту у складу са Законом о угроженим врстама од 1975. до 2014. и два пута је поднета петиција за заштиту према Закону о угроженим врстама 1994. и 2003. године. Дакотски скелар је добио статус угрожене врсте према Закону о угроженим врстама 2014. године.